# ビロクシ (ミシシッピ州)
ビロクシ（英: Biloxi、発音: [bəˈlʌksi]　|bə|LUK|see、発音を表記するとバラクシが原音に近い）は、アメリカ合衆国ミシシッピ州南部、メキシコ湾岸に位置する。人口は4万9449人（2020年）。西に隣接するガルフポートと共にハリソン郡の郡庁所在地である。両市はガルフポート・ビロクシ都市圏を形成している。ハリケーン・カトリーナの影響で人口が減少したが、増加に転じている。ニューオーリンズの東135km、モービルの西95kmに位置している。
ビロクシの海岸は直接ミシシッピ・サウンドに接し、メキシコ湾との間にはバリアー島が連なって防波堤のようになっている。海岸沿いにはカジノが建ち並んでいる。
市内にはキースラー空軍基地があり、アメリカ合衆国空軍予備役の第81訓練飛行隊と第403飛行隊が駐屯している。

## 歴史

### 植民地時代
ビロクシの歴史は300年以上に及んでいる。フランス領ルイジアナで最初の恒久的開拓地は、ビロクシ湾を挟んで対岸、オールド・ビロクシとも呼ばれる現在のオーシャンスプリングスにあったモーリパス砦だった。1699年にピエール・ル・モワン・ディベアビルの指示で、フロリダのペンサコーラに近いペルディド川でスペイン領フロリダとルイジアナが分けられた。
フランス語のビロクシという名前は綴りが"Bilocci"であり、1710年から1725年頃の地図にその英訳として"Fort Bilocci"が載っていた。
1720年、フランス領ルイジアナの行政上の首都がアラバマのモービルからビロクシに遷された。ヌーベルフランスの一部だったルイジアナは当時フランス語で「ラ・ルイジアン」と呼ばれたが、現代ではルイジアナ州と区別するために「ラ・ルイジアン・フランセーズ」と呼ばれている。
植民地総督のディベアビルは高潮やハリケーンを恐れたので、1718年から1720年に掛けて首都を遷す目的で「ル・ヌーベル・オーリアン」と名付けられた新しい内陸港湾町を建設し、1723年にはビロクシから首都を移した。ここが現在のニューオーリンズになった。
1763年、七年戦争でイギリスが勝利した結果のパリ条約で、フランスはミシシッピ川より東の地でニューオーリンズを除くルイジアナをイギリスに割譲した。これと同時にニューオーリンズおよびミシシッピ川より西の地は、フォンテーヌブロー条約によってスペインに割譲された。

### その後の歴史

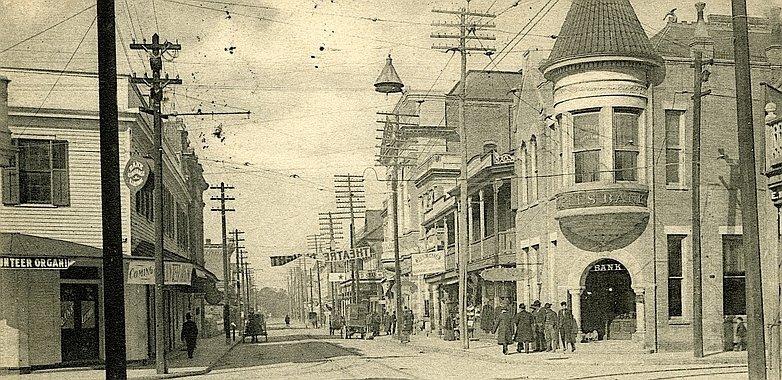
ビロクシのハワード・アベニューとラミューズ通り交差点から西を望む、1906年の絵葉書

この地域はイギリスが1763年から1779年、その後スペインが1798年まで支配した。この事実にも拘らずビロクシの特性はフランス的なものが残った。1811年、ビロクシはミシシッピ準州の一部としてアメリカ合衆国の支配下に入った。ビロクシを含むミシシッピは1817年に州に昇格した。
この頃からビロクシは成長を始めた。ニューオーリンズに近いことと、海に接していることを利点として夏のリゾート地になった。羽振りの良い農夫や商人が夏の家を建てた。自分の家を建てられない者のためにはホテルや賃貸コテージが建設された。

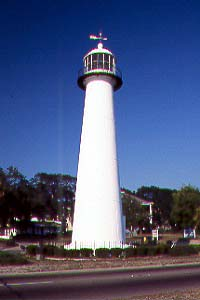
ビロクシ灯台、1848年建設、南部では写真の被写体になることが多い

ビロクシにある最も良く知られたものがビロクシ灯台である。これはボルティモアで製作されてから運ばれ、1848年5月に完工した。当時メキシコ湾岸に建てられた12の灯台のうち、残っているのはこれを含め2つしかない。
南北戦争の初期に、北軍がビロクシ沖合いのシップ島を占領したことで、実質的にビロクシも北軍の手に落ちることになった。この付近では大きな戦闘も無かったので、ビロクシはこの戦争から直接の被害を受けることも無かった。戦争が終わった後、北部寄りの感情を持つ者もいた。
戦後、ビロクシは再度観光地として発展した。鉄道の開通と共にその人気も高まった。1881年、町では初の缶詰工場が建てられ、その後その他の工場が続いた。ビロクシが成長し、食品工場で働くために様々な民族の集団が町に来るようになって、ビロクシは異文化の集まる性格を持つようになった。
第二次世界大戦のとき、アメリカ陸軍航空軍がキースラー・フィールド、現在のキースラー空軍基地を建設し、それが主要訓練施設と航空機の修理施設になった。その結果としてビロクシの経済が急成長し、再度様々な民族の集団が集まるようになった。1958年までに最初のユダヤ教シナゴーグが建設された。
ビロクシのカジノの歴史は1940年代に始まっており、実質的に違法な開放型ギャンブルがブロードウォーター・ビート・リゾートにあるカジノで行われた。開放型ギャンブルは1950年代に一旦終わった。ミシシッピ州のメキシコ湾岸は「貧乏人のリビエラ」として知られるようになり、夏の間釣りに興味がある南部の家族連れが多く訪れた。漁業でエビ釣りボートやカキ採りをする者も多かった。
1960年代初期、メキシコ湾岸は再度北部人にとってのフロリダに代わる南部保養地となり、ビロクシはその中心になった。ビロクシのホテルはその快適さを増すために改修し、フランスやスイスからシェフを雇って国内でも最高級のシーフード料理を出した。
1990年代はミシシッピ州で合法ギャンブルが導入されており、ビロクシは再度姿を変えた。ビロクシはカジノの中心地となり、ホテルなどの施設が市に何百万ドルもの観光歳入をもたらした。有名になったカジノ施設として、ボーリバージュ・カジノリゾート、ハードロック・カジノ・アンド・リゾート、カジノマジック、グランドカジノ、アイル・オブ・カプリ・カジノリゾート、ブームタウンカジノ、プレジデント・カジノ・ブロードウォーター・リゾート、およびインペリアルパレスがあった。州北部のテュニカ郡と同様、ビロクシとそのメキシコ湾岸地域はアメリカ合衆国南部でも先進的ギャンブル中心地と考えられた。
1989年から1999年に掛けて地域の300周年を祝うために、市の観光促進機関は全国放送のトラベル・ラジオショーをビロクシから生放送を送らせるようにし、ウィリアム・バッカスを共同司会者の一人として出演させた。
2000年代初期までにビロクシの経済にはシーフード、観光およびギャンブルという3つの柱ができた。

## 地理と気候
ビロクシは北緯30度24分43秒 西経88度55分40秒 / 北緯30.41194度 西経88.92778度に位置し、標高は20フィート(6 m) である。
アメリカ合衆国国勢調査局に拠れば、市域全面積は46.5平方マイル (120.5 km2)、このうち陸地は38.0平方マイル (98.5 km2)、水域は8.5平方マイル (22.0 km2)で水域率は18.27％である。
| ビロクシの気候         | ビロクシの気候 | ビロクシの気候 | ビロクシの気候 | ビロクシの気候 | ビロクシの気候 | ビロクシの気候 | ビロクシの気候 | ビロクシの気候 | ビロクシの気候 | ビロクシの気候 | ビロクシの気候 | ビロクシの気候 | ビロクシの気候  |
| 月                     | 1月            | 2月            | 3月            | 4月            | 5月            | 6月            | 7月            | 8月            | 9月            | 10月           | 11月           | 12月           | 年              |
| ---------------------- | -------------- | -------------- | -------------- | -------------- | -------------- | -------------- | -------------- | -------------- | -------------- | -------------- | -------------- | -------------- | --------------- |
| 最高気温記録 °C （°F） | 28 (82)        | 27 (80)        | 29 (85)        | 33 (91)        | 37 (98)        | 39 (102)       | 39 (103)       | 40 (104)       | 38 (101)       | 34 (94)        | 30 (86)        | 27 (80)        | 40 (104)        |
| 平均最高気温 °C （°F） | 14 (58)        | 17 (62)        | 19 (67)        | 23 (74)        | 27 (81)        | 30 (86)        | 32 (89)        | 31 (88)        | 29 (85)        | 25 (77)        | 20 (68)        | 16 (61)        | 23 (74)         |
| 平均最低気温 °C （°F） | 6 (43)         | 8 (47)         | 12 (53)        | 15 (59)        | 19 (67)        | 23 (73)        | 24 (75)        | 24 (75)        | 22 (71)        | 16 (60)        | 11 (52)        | 8 (46)         | 16 (60)         |
| 最低気温記録 °C （°F） | −12 (10)       | −10 (14)       | −6 (22)        | −1 (30)        | 7 (45)         | 13 (55)        | 16 (60)        | 16 (61)        | 7 (45)         | 0 (32)         | −4 (25)        | −13 (9)        | −13 (9)         |
| 降水量 mm （inch）     | 154.4 (6.08)   | 139.2 (5.48)   | 156.5 (6.16)   | 122.4 (4.82)   | 136.4 (5.37)   | 127.8 (5.03)   | 188 (7.40)     | 147.3 (5.80)   | 144 (5.67)     | 83.8 (3.30)    | 122.9 (4.84)   | 124.2 (4.89)   | 1,646.9 (64.84) |
| 出典：                 |                |                |                |                |                |                |                |                |                |                |                |                |                 |

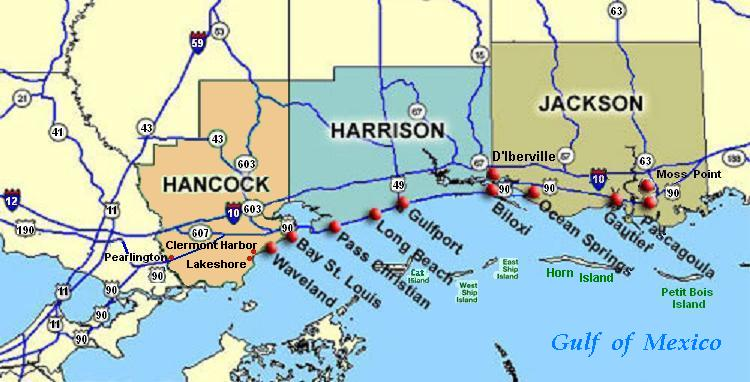
メキシコ湾岸におけるビロクシの位置、ガルフポートの東にある

ビロクシは同じメキシコ湾岸のヒューストンやニューオーリンズなどと同様に、ハリケーンの被害を受けやすい土地である。1969年には、ハリケーン・カミルがカテゴリー5の勢力を保ったままミシシッピ川三角州地帯をかすめてベイセントルイス付近に上陸し、その危険半円に入ったビロクシは甚大な被害を受けた。2002年にミシシッピ川三角州地帯に上陸したハリケーン・カトリーナの上陸時にもビロクシは危険半円に入り、暴風雨による大きな被害を受けた。しかし、同じカトリーナの被害を受けたニューオーリンズとは異なり、ビロクシでは上陸後の洪水による被害ではなく、ハリケーン本体の暴風による被害が大きかった。

### ハリケーン・カトリーナ

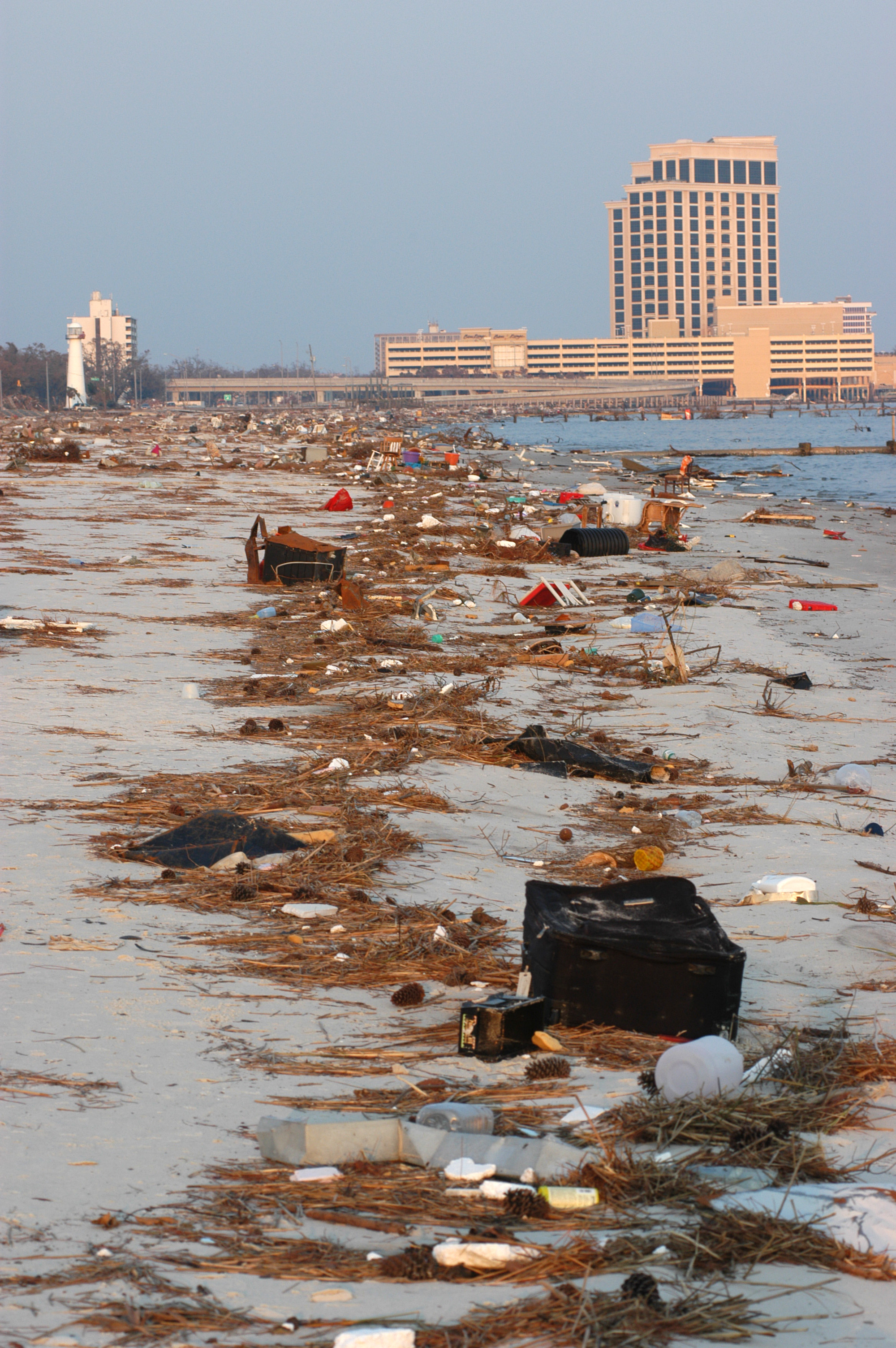
ハリケーン通過後、カジノ街に近いビロクシ海岸の清掃前の様子

2005年8月29日、ハリケーン・カトリーナがミシシッピ州のメキシコ湾岸を襲い、暴風、大雨、および高さ27フィート (8.2 m) の高潮に見舞われて、この地域は大きな被害を受けた。カトリーナは午前6時56分の満潮（潮位+2.3フィート (0.7 m)）時に海岸に接近した。市長のA・J・ホロウェイは嵐の強さと損害について、「これは我々にとっての津波だ」とコメントした。ミシシッピ州知事ヘイリー・バーバーはハリケーン・カトリーナによるミシシッピ海岸の破壊がアメリカ人にとっての広島市に見えると言ったとされている。
8月31日朝、ニュース専門放送局MSNBCのインタビューに答えたバーバー知事は、ビロクシと隣接するガルフポートの海岸沿いにある建物の90％はハリケーンで破壊されたと述べた。浮遊型のカジノの幾つかはその市中から外れて岸に持ち上げられ、損傷に繋がった。海岸にある教会も全て破壊されるか損傷を受けた。
セントミカエル・カトリック教会など多くの教会も損傷を受け、高潮で内部に浸水し、1階の玄関ドアとステンドグラス窓が壊れた。しかし、内装は後に取り払われ、躯体構造はしっかりしていたので修復されることになった。
ハリケーン・カトリーナはミシシッピ州の40以上の図書館にも損傷を与えた。ビロクシ公共図書館では数フィートの浸水があり、窓は破れ、修理不可能として全面的な建て替えが必要になった。
ハリケーンの暴風は17時間継続し、海岸にあった多くのオークの木から枝をもぎ取ったが、木の幹は30フィート (9.1 m) の洪水を生き延び、その後小さな枝を伸ばしている。再建された家屋の幾つかは今でも南北戦争前の外観を残している。数マイル内陸にあって洪水の影響が小さかったショッピングセンターは再開した。
ハリソン郡検察医のゲーリー・T・ハーグローブは市長と市制委員会に対し、ハリケーン・カトリーナで2006年1月30日までにビロクシで53人の命が失われたと報告した。犠牲者53人の中には1人の身元不明男性も含まれている。ハーグローブは犠牲者の平均年齢は58歳、最年少は22歳で最年長は90歳、男性39人と女性14人だったと語った。
ビロクシはテレビ番組「Extreme Makeover: Home Edition」のスタッフと志願者によって建設されたカトリーナ犠牲者の碑で良く知られている。
多くのカジノも損傷を受けるか破壊された、ビロクシにあるカジノの中で8軒は営業を再開した。ボーリバージュの場合はハリケーンから1周年の日に再開した。
ビロクシのウォータフロントを再建する多くのプランが立てられ、連邦政府は最近ミシシッピ海岸の家屋所有者17,000人にその資産売却という選択肢を与えて、遠大なハリケーン防護ゾーンを建設することを検討していると報告した。一方ビロクシ市は高速道90号線の南にある商業地域の再開発を認める計画を急速に実行している。

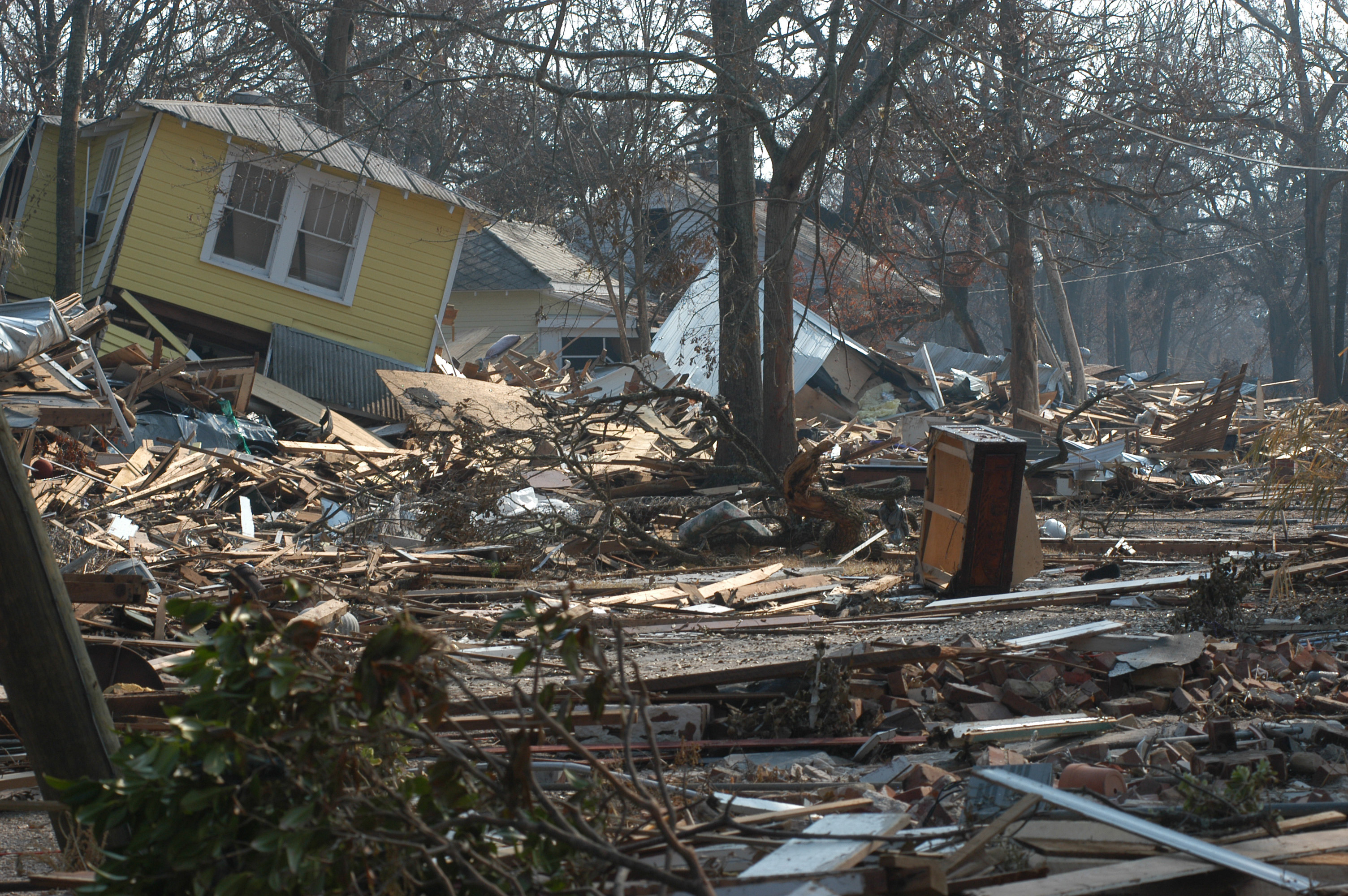
ハリケーンで海岸から内陸に押し上げられた家屋
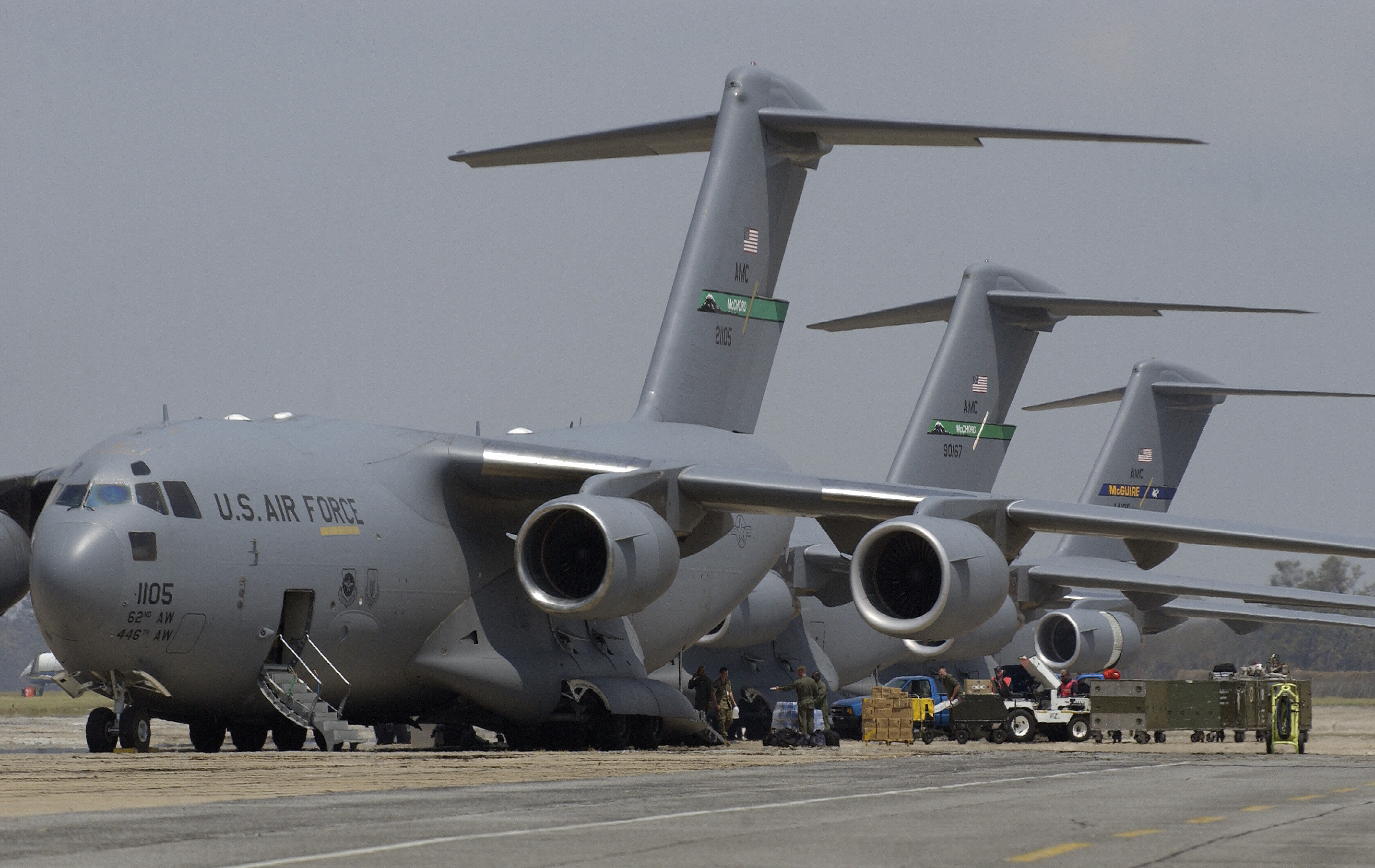
キースラー空軍基地で数トンの補給物資を下ろすアメリカ空軍の輸送機
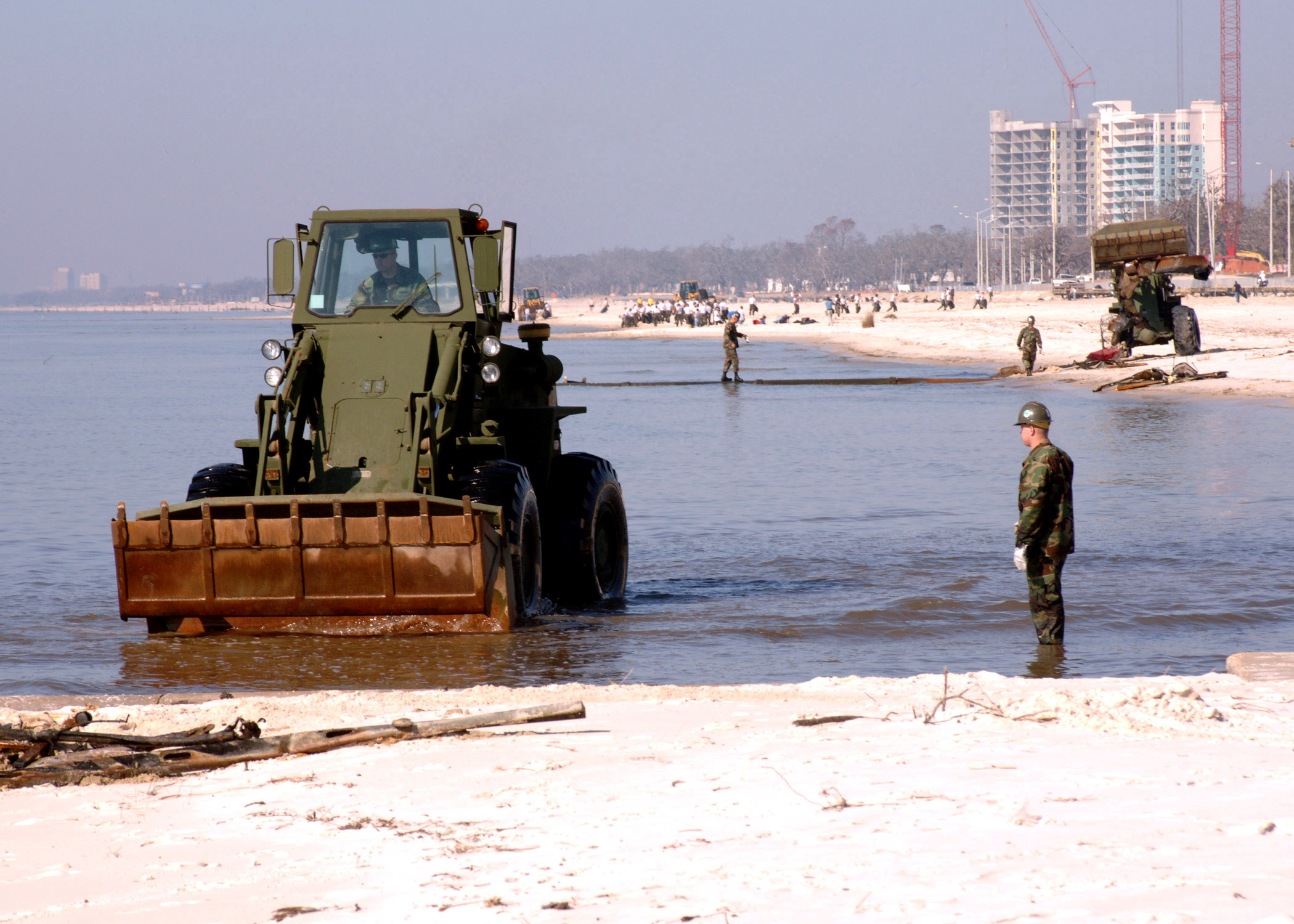
清掃後のビロクシ海岸
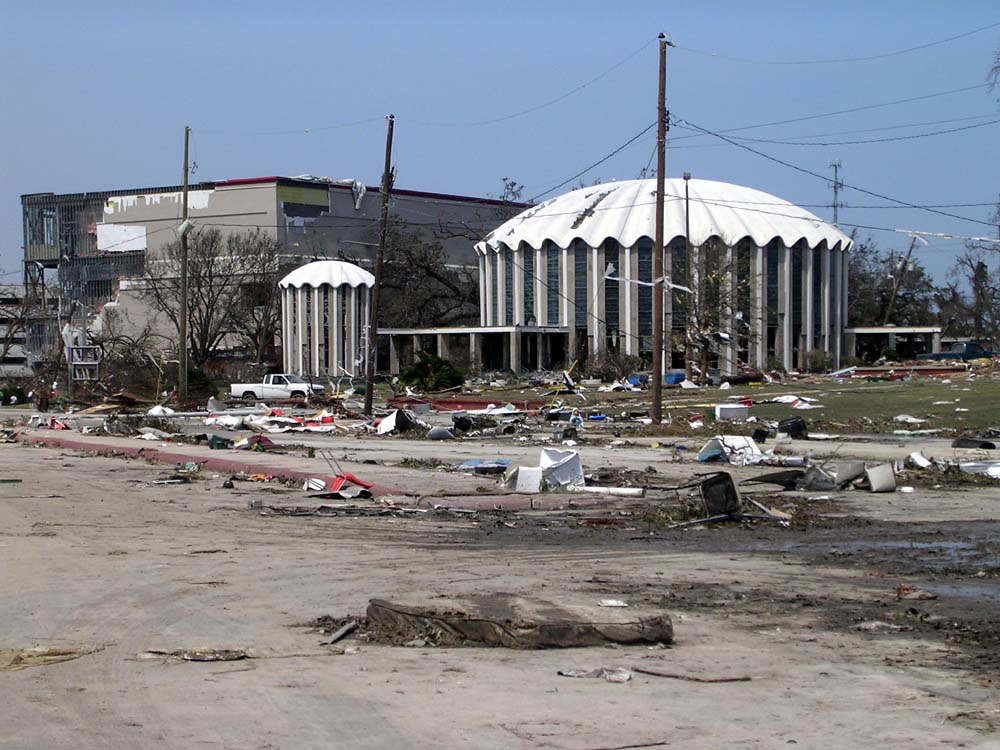
セントミカエル教会
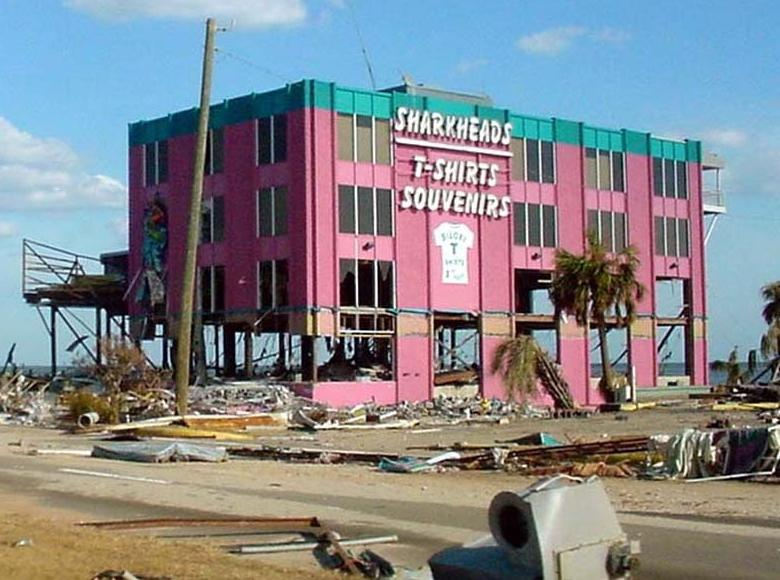
ビロクシ海岸に近い土産物店シャークヘッド。放置されたままである。

## 人口動態
ビロクシはガルフポート・ビロクシ都市圏およびガルフポート・ビロクシ・パスカグーラ統合統計地域の主要都市2つの中では小さいほうである。
以下は2000年の国勢調査による人口統計データである。
| 基礎データ - 人口: 50,644人 - 世帯数: 19,588世帯 - 家族数: 12,379家族 - 人口密度: 514.2人/km2（1,331.8人/mi2） - 住居数: 22,115軒 - 住居密度: 224.5軒/km2（581.6軒/mi2） 人種別人口構成 - 白人: 71.43% - アフリカン・アメリカン: 19.04% - ネイティブ・アメリカン: 0.49% - アジア人: 5.11% - 太平洋諸島系: 0.11% - その他の人種: 1.43% - 混血: 2.38% - ヒスパニック・ラテン系: 3.65% 年齢別人口構成 - 18歳未満: 24.2% - 18-24歳: 14.3% - 25-44歳: 30.3% - 45-64歳: 19.0% - 65歳以上: 12.8% - 年齢の中央値: 32歳 - 性比（女性100人あたり男性の人口） - 総人口: 101.9 - 18歳以上: 101.6 | 世帯と家族（対世帯数） - 18歳未満の子供がいる: 31.4% - 結婚・同居している夫婦: 44.6% - 未婚・離婚・死別女性が世帯主: 14.0% - 非家族世帯: 36.8% - 単身世帯: 30.1% - 65歳以上の老人1人暮らし: 10.6% - 平均構成人数 - 世帯: 2.42人 - 家族: 3.02人 収入と家計 - 収入の中央値 - 世帯: 34,106 米ドル - 家族: 40,685米ドル - 性別 - 男性: 28,046米ドル - 女性: 21,267米ドル - 人口1人あたり収入: 17,809米ドル - 貧困線以下 - 対人口: 14.6% - 対家族数: 11.2% - 18歳以下: 19.6% - 65歳以上: 11.7% |

## 教育
ビロクシ市の公共教育はビロクシ公共教育学区とハリソン郡教育学区が管轄している。メキシコ湾岸には多くのカトリック系学校があり、ビロクシにはそのうちの3校がある。

## カジノ

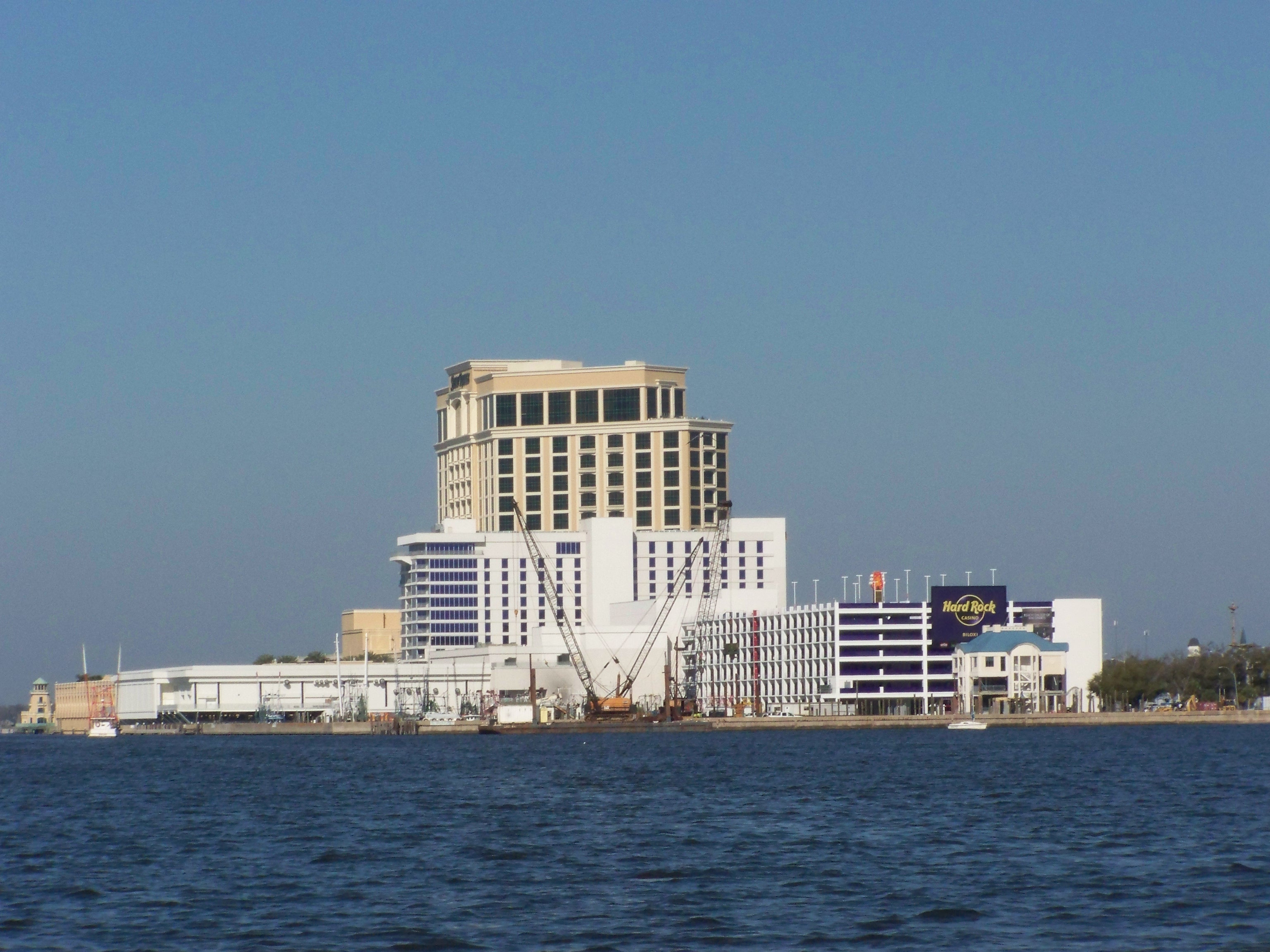
ビロクシ・カジノ

ビロクシには幾つかのカジノ・リゾートホテルがあり、24時間ギャンブル、コンサート、および幾つかのレストランがある。

## 交通
ビロクシの主要高規格道路はアメリカ国道90号線（ビーチ・ブールバード）であり、海岸沿いとカジノの側を通っている。この道路で西のガルフポート、東のオーシャンスプリングスやパスカグーラとを繋いでいる。ビロクシ湾を跨ぐビロクシ・オーシャンスプリングス橋はハリケーン・カトリーナの後に再建され、2008年4月に全線開通した
州間高速道路10号線は市内の北部を通り、ニューオーリンズ、ヒューストン、モービルおよびジャクソンビルとを繋いでいる。州間高速道路110号線はディベアビルで10号線と別れ、ビロクシのバックベイを越えて南に向かい、ボーリバージュ近くでアメリカ国道90号線に接続する。ハリケーンが来た時の重要な退避路になっている。
その他の重要道路は以下のものである。
- ミシシッピ州道15号線
- ミシシッピ州道67号線

空路からはガルフポートにあるガルフポート・ビロクシ国際空港が利用できる。

## スポーツ
- ビロクシ・シャッカーズ（MiLB、野球） - ミルウォーキー・ブルワーズ傘下AA級。
- ミシシッピ・シーウルブス（英語版）（FPHL（英語版）、アイスホッケー）

### 釣り
ビロクシは、水産生物学者の「豊富な水産三日月形」という言葉で表される場所の中心にあり、メキシコ湾の北海岸全体に沿って最良のスポーツフィッシングの場を提供している。釣りシーズンには、スポッティド・シートラウト（Spotted sea trout、ニベ科ナガニベ属）、鮭、スペインサバ（Spanish mackerel、サバ科サバ亜科サワラ族）、キングマッカレル（King mackerel、サバ科サバ亜科サワラ族サワラ属）、ヒラメ、フエダイ、ハタ、サメなどの釣りが楽しめる。この生態系にハリケーン・カトリーナが影響したかどうかは不明である。

## 著名な住人
- ジェシカ・アルバ、女優
- マット・バーロー、ヘイビーメタル歌手

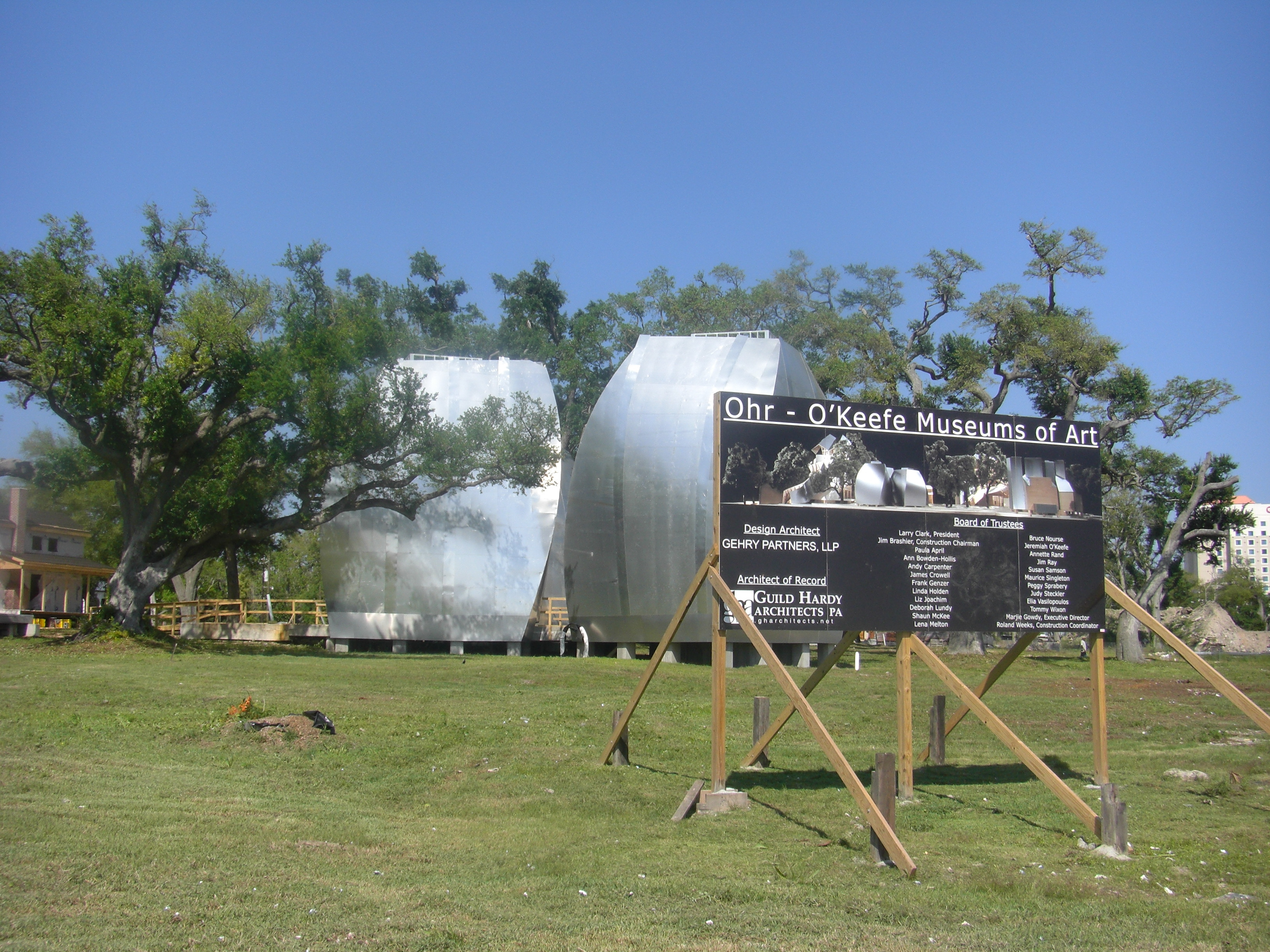
オーア・オキーフ美術館

- エドワード・チャールズ・エドモンド・バーク、企業家、Barq'sの共同設立者
- アラン・ベルチャー、総合格闘家
- ジミー・バートランド、ジャズドラム奏者
- ジミー・バフェット、歌手、著作家、企業家
- ヘクター・カマチョ、プロボクサー、元世界チャンピオン
- ジェファーソン・デイヴィス、アメリカ陸軍の将軍、ウェストポイント卒、アメリカ合衆国陸軍長官、アメリカ連合国唯一の大統領
- ロナルド・デュプリー、プロ・バスケットボール選手
- ダミオン・フレッチャー、南ミシシッピ大学のアメリカンフットボール選手
- フランシス・グレベンバーグ、ルイジアナ州警察の元本部長
- フレッド・ヘイズ、アポロ13号とスペースシャトル・エンタープライズの宇宙飛行士
- テッド・ホーキンス、シンガー・ソングライター
- クリス・ルドー、カントリー歌手
- ジャック・ネルソン、ピュリッツァー賞を受賞したジャーナリスト、ビロキシの「デイリー・ヘラルド」で記者を始めた
- ジョージ・E・オア、芸術家、1890年代に実験的現代塑像で新境地を開いた
- エリック・ロバーツ、俳優
- ロビン・ロバーツ、テレビ、ラジオ、メディアのパーソナリティ
- ベラドンナ、ポルノ女優

## 大衆文化の中で
- ビロキシはニール・サイモンの戯曲と映画ブルースが聞こえる（原題：Biloxi Blues）の舞台である。映画ではマシュー・ブロデリックが主演した。Biloxi Bluesは第二次大戦中のキースラー空軍基地での新兵訓練の話である。
- ビロキシはジョン・グリシャムの小説、『陪審評決』（原題：The Runaway Jury）、The Summons、The Firm、The PartnerおよびThe Last Jurorなどで舞台に使われている。
- ラリー・ブラウンの小説Fayではかなりの部分がビロクシを舞台としている、
- 玩具G.I.ジョーの人物マービン・F・ヒントン（ロードブロック）はビロクシで生まれた。
- 映画プライベート・ベンジャミン（ゴールディ・ホーン出演）の一部はビロクシとビロクシ砦と呼ばれる架空の基地が舞台である。
- テレビ番組Family Mattersでは、スティーブ・アーケルの従兄弟マートル・アーケルが、ビロクシからシカゴに来ているエディー・ウィンスローをしばしば追いかける
- シンガー・ソングライターのジェシー・ウォンチェスターは以前に"Biloxi"という題の歌を書いた。これはビロクシ市を見た時の印象から発想したものである。
- ジミー・バフェットが最も多く売ったアルバムChanges in Latitudes, Changes in Attitudes（1977年）では、 "Biloxi"のカバー曲を入れている。また1995年に最大ヒット曲をデジタル再録音した編集アルバムの題は『ビロクシ』だった。
- データ通信のセッション初期化プロトコルRFC 3261でBiloxiという言葉が使われている。これは2つのプロキシで呼び出しがなされる例を言っている。
- テレビ番組Venture Bros.の登場人物ブロック・サンプソンはビロクシで訓練されたと言っている。
- ロックグループの「ザ・ラブドワンズ」の歌、「ルイジアナ」はメキシコ湾のハリケーンで破壊された地域の再建を歌っている。ルイジアナ、ビロクシおよびアラバマという地名が出てくる。
- 作家ステファニー・メイヤーの『Twilight Saga』に出て来るアリス・カレンは人間だった時にビロクシに住んでいた。
- アメリカ軍兵士ウォルター・ゴードンはバンド・オブ・ブラザースと共に戦い4つのパープルハート章を獲得した。
- F・スコット・フィッツジェラルドの小説『The Great Gatsby』ではビロクシに関する言及がある。
- スタイル・ネットワークの番組Rubyでは"Mississippi Memories"の映像をビロクシで撮影された。